# Séparation des tâches
La séparation des tâches - aussi connue sous le nom de ségrégation des tâches - est le concept d'avoir plus d'une personne nécessaire pour accomplir une tâche. 
Dans les entreprises, la répartition d'une tâche, via sa partition, à plus d'une personne pour une seule et même tâche est un contrôle interne destiné à prévenir les fraudes et les erreurs. Dans le domaine politique, ce concept est appelé séparation des pouvoirs. Dans les démocraties, la séparation du pouvoir législatif et du pouvoir exécutif ainsi que du pouvoir judiciaire dessert un objectif similaire. L'idée est abordée dans les systèmes techniques et dans la technologie de l'information de manière équivalente et généralement considérée comme redondante. 

## Théorie et principe
La séparation des tâches est un concept clé des contrôles internes en plus d'une protection accrue contre la fraude et les erreurs. Elle est contrebalancée par l'augmentation des coûts et des efforts requis pour l'accomplissement d'une tâche donnée. Essentiellement, elle met en œuvre un niveau approprié de freins et contrepoids sur les activités des individus. R. A. Botha et J. H. H. P. Eloff dans le IBM Systems Journal la décrivent comme suit :
« La séparation des tâches, en tant que principe de sécurité, a pour objectif premier la prévention des fraudes et des erreurs. Cet objectif est atteint en répartissant les tâches et les privilèges associés à un processus métier spécifique parmi de multiples utilisateurs. Ce principe est démontré dans l'exemple traditionnel de la séparation des fonctions que l'on retrouve dans l'exigence de deux signatures sur un chèque. »

## Organisation
Les titres de postes et la structure organisationnelle peuvent varier considérablement d'une organisation à l'autre, selon la taille et la nature de l'entreprise. Par conséquent, le rang ou la hiérarchie sont moins importants que l'ensemble des compétences et des capacités des personnes concernées. Avec le concept de séparation des tâches, les tâches critiques peuvent être classées en quatre types de fonctions : l'autorisation, la conservation, l'archivage et le recoupement des données. Dans un système parfait, personne ne devrait s'occuper de plus d'un type de fonction.